# Helodiomyces elegans
Helodiomyces elegans — вид грибів, що належить до монотипового роду  Helodiomyces.